# Tribu (biologia)
En biologia, la tribu és la unitat sistemàtica entre la família i el gènere. Aquest nivell de classificació nasqué per agrupar els gèneres d'una família concreta.
Nivells de classificació (de general a concret)

## Nomenclatura
Segons el Codi Internacional de Nomenclatura Zoològica, el Codi Internacional de Nomenclatura Botànica i el Codi Internacional de Nomenclatura de Bacteris, les terminacions de la tribu són les següents:
- En animals

Tribu: -ini (per exemple, Hominini)
Subtribu: -ina (per exemple, Hominina)
- En plantes, algues, fongs i bacteris

Tribu: -eae (per exemple Acacieae)
Subtribu: -inae (per exemple Acaciinae)
| Família    |
| Subfamília |
| Supertribu |
| Tribu      |
| Subtribu   |
| Gènere     |

(Els nivells obligatoris estan marcats en fons rosa)